# Saproscincus czechurai
Saproscincus czechurai — вид сцинкоподібних ящірок родини сцинкових (Scincidae). Ендемік Австралії. Вид названий на честь австралійського герпетолога Грегорі Вінсента Кречури.

## Поширення і екологія
Saproscincus czechurai мешкають в прибережних районах на сході Квінсленду, від Національного парку Калкаджака до Національного парку Гіррінгун. Вони живуть в гірських тропічних лісах Великого Вододільного хребта, в лісові підстилці. Зустрічаються на висоті понад 900 м над рівнем моря, переважно на висоті понад 1000 м над рівнем моря.